# 빅 리스크
《빅 리스크》(프랑스어: Classe tous risques)는 프랑스와 이탈리아에서 제작된 클로드 소테 감독의 1960년 영화이다. 리노 벤투라, 산드라 밀로, 장폴 벨몽도 등이 주연으로 출연하였다.

## 출연

### 주연
- 리노 벤투라
- 산드라 밀로
- 장폴 벨몽도

### 조연
- 마르셀 달리오
- 미쉘 메리츠
- 에블린 커
- 베티 슈나이더
- 장 피에르 졸라
- 르네 게닌
- 찰스 블래벳
- 필리페 마치
- 끌로드 세르발
- 자크 다끄민